# Диър Лодж (окръг)
Окръг Диър Лодж (на английски: Deer Lodge County) е окръг в щата Монтана, Съединени американски щати. Площта му е 1919 km², а населението - 9106 души (2017). Административен център е град Енаконда.